# Pablo Picasso
Pablo Ruiz y Picasso, cunoscut ca Pablo Picasso (; n. 25 octombrie 1881, Málaga, Andaluzia, Spania – d. 8 aprilie 1973, Mas Notre-Dame-de-Vie de Mougins⁠(d), Provence-Côte d'Azur, Franța) a fost un artist plastic spaniol.
Picasso nu s-a putut mulțumi în viață cu un singur rol. Va juca mai multe, reale și imaginare, dar pe toate cu aceeași pasiune. A fost andaluz și catalan, spaniol și francez. A fost un copil genial, la Paris un străin „iresponsabil,” din cauza căruia însă cartierul Montmartre a intrat în legendă. A fost un amant pasional, soț și tată.
Dar mai presus de orice, a fost cea mai strălucită personalitate artistică a secolului al XX-lea, unul dintre marii maeștri ai penelului, care a rupt definitiv cu convențiile stilului iluzionist și figurativ, dominant încă din perioada Renașterii. Așa cum tablourile cubiste au descompus realitatea, și opera lui Picasso reprezintă o oglindă care permite urmărirea artei în secolul al XX-lea și, totodată, viața particulară a artistului. Pânzele lui ne amintesc de un jurnal intim care glorifică frumusețea și eroismul femeilor iubite. Optzeci de ani de activitate artistică - pictură, sculptură, poezie, desen, grafică, ceramică reflectă multilateralitatea creației lui Picasso care trăiește pentru artă și prin artă.
Picasso a avut relații amoroase cu multiple femei, din care au rezultat patru copii: Paulo Ruiz Picasso, Maya Widmaier-Picasso, Claude Picasso și Paloma Picasso.

## Biografia și opera lui Picasso

### Anii de ucenicie și începuturile carierei artistice

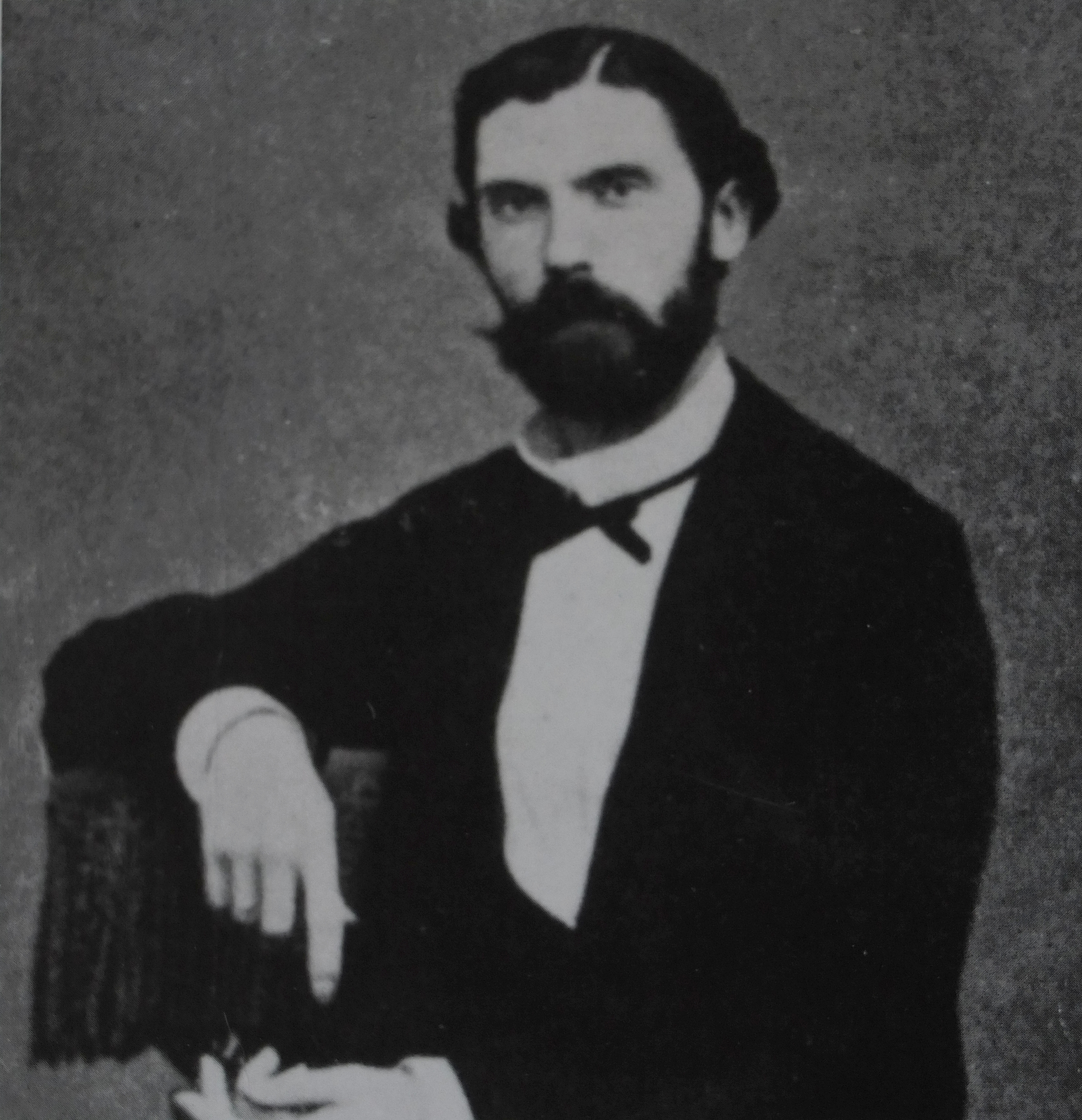
José Ruiz Blasco, 1870

Pictura face parte din viața lui Picasso și, în același timp, viața lui înseamnă în egală măsură artă. S-a născut la 25 octombrie 1881 în Malaga (Andaluzia) ca fiu al lui José Ruiz Blasco pictor și profesor la Școala de Arte Frumoase din Malaga - și al soției sale, Maria Picasso y López. Talentul lui Pablito se evidențiază încă din copilărie, ca adolescent îi uimește pe profesorii de la Institutul de Arte Frumoase din La Coruna, deși el suportă cu greu rigoarea tradiției și educația academică. În anul 1895 familia se mută la Barcelona. Tatăl său îi dăruiește pensulele sale, gest prin care îi recunoaște talentul. Tânărul Picasso își continuă studiile la Școala de Arte Frumoase din Barcelona (1896) și la Academia de Pictură din Madrid (1897-1898). În anul 1900, Pablo, în vârstă de nouăsprezece ani, își expune pentru prima dată lucrările în localul Els Quatre Gats ("La patru pisici") din Barcelona, unde se adună avangarda artistică și intelectuală din capitala Cataluniei. Din 1901, începe să-și semneze lucrările cu numele mamei sale, consideră că Picasso "sună foarte bine". Următorii ani și-i petrece călătorind între Spania și Franța. La Paris este influențat de operele lui Auguste Renoir și Claude Monet. Expune câteva tablouri la galeristul Ambroise Vollard, unde cunoaște pe pictorul Max Jacob, de care îl va lega o prietenie de lungă durată.

### La Paris în cartierul Montmartre. Perioadelealbastre și roz
În 1904, Picasso se hotărăște să se stabilească definitiv la Paris, într-o casă veche, cunoscută sub numele de Bateau Lavoir, unde locuiesc studenți, pictori, sculptori și actori. Pictează la început tablouri triste, în tonuri albastre reci (așa numită perioadă albastră), ce exprimă singurătatea, suferința și sărăcia, reflectând o dispoziție afectivă melancolică. Cunoaște pe Fernande Olivier, o tânără brunetă și elegantă, de care se îndrăgostește și cu care va locui împreună.
În pânzele lui Picasso domină acum nuanțele deschise, senine (perioada roz). Fascinat de universul arlechinilor, acrobaților și clovnilor, merge adeseori la un circ din apropiere unde își găsește motive pentru tablourile sale. Vara anului 1905 o petrece într-un sat din Pirinei împreună cu Fernande. Lucrează acolo la tablourile care vor marca începutul "perioadei primitive" în creația lui. Picasso se îndepărtează de modul clasic, figurativ, de prezentare a chipului omenesc, îl interesează sculptura iberică dinaintea dominației romane, renunță la modele și pictează exclusiv din imaginație.
Acest proces este încununat de realizarea tabloului Domnișoarele din Avignon (1907), care prevestește nașterea cubismului.

### Cubism

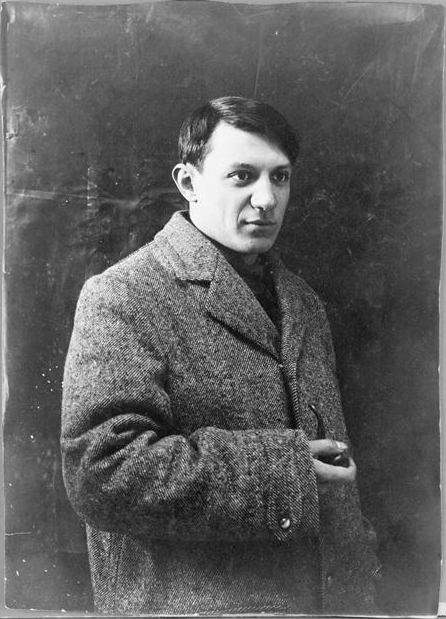
Picasso tânăr, 1908

Între anii 1908 și 1914 Picasso trasează împreună cu Georges Braque drumul unui mod revoluționar de tratare a formelor, care va căpăta denumirea de Cubism, de la articolul criticului Louis Vauxcelles: "...ei disprețuiesc formele, reduc totul - locuri, figuri, case - la formele geometrice elementare, la cuburi". În realitate, Picasso și Braque încearcă să reprezinte obiectele tridimensionale pe suprafața bidimensională a tabloului, fără a folosi mijloace iluzioniste, să reunească forma și suprafața recurgând la mijloacele unei picturi fără deosebiri între prim plan și fondul în perspectivă.
Obiectele se descompun în părți elementare, pentru a fi din nou reconstruite pe suprafața pictată.
Începând cu anul 1912, Picasso recurge la metoda "colajelor" (hârtie lipită, fr.: collage, papiers collés), cubismul intră în așa zisă "fază sintetică". În felul acesta, Picasso reușește să accentueze și mai mult diferența între suprafața tabloului și relieful obiectelor reprezentate.
Acești ani reprezintă pentru Picasso un punct de cotitură. Maniera de a picta dar și situația financiară se schimbă radical. Prețurile tablourilor sale cresc, nu va mai cunoaște niciodată sărăcia. Picasso închiriază o casă în cartierul burghez Montparnasse, unde se mută cu noua sa iubită, Marcelle Humbert. În anul 1915 îl cunoaște pe scriitorul Jean Cocteau și pe Serghei Diaghilev, conducătorul ansamblului avangardist Les Ballets Russes. Picasso proiectează decorurile și costumele pentru spectacolul de balet "Parada" (1917), pus în scenă de Jean Cocteau. Pleacă la Roma împreună cu corpul de balet și se îndrăgostește de dansatoarea Olga Koklova, cu care se căsătorește în vara anului 1918.

### Perioada dintre cele două războaie mondiale

#### "Clasicismul" în pictura lui Picasso
În timpul călătoriei în Italia, vizitează orașul Napoli și vechile ruine de la Pompei, unde admiră picturile murale romane. Picasso reintroduce stilul compozițiilor figurative, reprezentate naturalist, cu contraste de lumină și umbră. Desenul elegant se limitează uneori doar la reprezentarea contururilor corpurilor de femei sau copii (Nud șezând, 1923). Coloritul amintește de perioada roză (Arlechin cu mâinile împreunate, 1923). Este o perioadă liniștită de viață de familie și de lucru. În 1921 se naște primul său copil, Paul. În scurtă vreme totuși relațiile dintre cei doi soți se strică. Picasso începe o legătură amoroasă cu Marie-Thérèse Walter.

#### Picasso și suprarealismul

Visul (1932)

În 1925, Picasso participă cu tabloul Trei dansatoare la prima expoziție suprarealistă din Paris. Picasso nu este însă un artist suprarealist în sens propriu și nu a făcut parte din cercul parizian din jurul lui André Breton. Totuși este uneori considerat ca suprarealist, prin faptul că opera sa nu reflectă o realitate vizibilă, ci redă o reprezentare interioară (Pictorița 1933, Nud în mijlocul unui peisaj 1933). În acest timp Picasso pictează un ciclu dedicat luptelor cu tauri (Moartea toreadorului, 1933) și reia mitul antic al Minotaurului, care simbolizează virilitatea.
În 1935 se desparte de Olga Koklova. O cunoaște pe Dora Maar, pictoriță și fotografă, care avea mulți prieteni în cercul suprarealiștilor, soția lui Bogdan. În noua lui dragoste pictorul găsește o corespondență intelectuală care până atunci îi lipsise. Nu o va părăsi totuși pe Marie-Thérèse și își împarte viața între cele două amante.

### Anii de război
După izbucnirea războiului civil din Spania, Picasso se pronunță de partea guvernului republican. În iulie 1937, are loc la Paris "Expoziția Mondială". Tabloul lui Picasso intitulat Guernica, expus în pavilionul spaniol, este dedicat orașului basc Guernica, bombardat de aviația germană. Această operă marchează începutul angajării politice a artistului, care va culmina cu înscrierea în Partidul Comunist Francez (1944). În timpul ocupației germane a Parisului, atelierul lui Picasso din rue des Grands Augustins devine un punct de întâlnire al artiștilor și literaților, ca Jean-Paul Sartre, Raymond Queneau.

### Ultimii ani

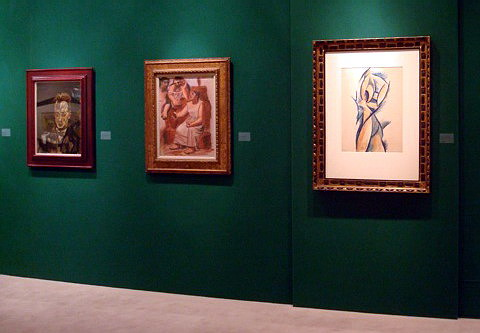
Tablouri de Picasso la târgul de artă TEFAF 2011, Olanda

În anul 1946, Picasso o părăsește pe Dora Maar. El începuse de fapt o relație cu tânăra pictoriță Françoise Gilot, pe care o cunoscuse cu trei ani mai înainte. Se mută împreună în sudul Franței. Începând din anul 1948 vor locui la Vallauris, unde Picasso se consacră sculpturii, ceramicii și litografiei. În anul 1949 se naște fiica lor, Paloma, al cărei nume amintește de celebrul "porumbel al păcii" de pe afișul Congresului Mondial al Păcii. Anul 1953 debutează cu despărțirea de Françoise și retragerea din partidul comunist, și se încheie cu o nouă poveste de dragoste cu Jacqueline Roque. Jacqueline are 26 de ani, se vor căsători în 1961. În 1963 se deschide la Barcelona "Muzeul Picasso", care va cuprinde mai târziu cea mai mare parte din operele sale.
Pablo Picasso moare la 8 aprilie 1973 la Mougins, în apropiere de Cannes, la vârsta de 91 ani.
Picasso și-a transformat viața în legendă. După anii petrecuți printre boemii din Montmartre, a devenit - grație geniului și spiritului său inovator, dar totodată și prieteniilor celebre și aventurilor sale amoroase - cel mai renumit pictor al secolului al XX-lea.

## Familie
| Pablo Picasso |  |  |  |  |  |  |  |  |  |                                         |                                         |                                         |                                         |                                         |                                         |  |  |                          |                          |                          |                          |                          |                          |  |  |  |  |  |  |  |  |
|               |  |  |  |  |  |  |  |  |  |                                         |                                         |                                         |                                         |                                         |                                         |  |  |                          |                          |                          |                          |                          |                          |  |  |  |  |  |  |  |  |
|               |  |  |  |  |  |  |  |  |  |                                         |                                         |                                         |                                         |                                         |                                         |  |  |                          |                          | Olga Khokhlova           |                          |                          |                          |  |  |  |  |  |  |  |  |
|               |  |  |  |  |  |  |  |  |  |                                         |                                         |                                         |                                         |                                         |                                         |  |  |                          |                          |                          |                          |                          |                          |  |  |  |  |  |  |  |  |
|               |  |  |  |  |  |  |  |  |  | Paulo Joseph Picasso (1921-1975)        |                                         |                                         |                                         |                                         |                                         |  |  |                          |                          |                          |                          |                          |                          |  |  |  |  |  |  |  |  |
|               |  |  |  |  |  |  |  |  |  |                                         |                                         |                                         |                                         |                                         |                                         |  |  |                          |                          | Marie-Thérèse Walter     |                          |                          |                          |  |  |  |  |  |  |  |  |
|               |  |  |  |  |  |  |  |  |  |                                         |                                         |                                         |                                         |                                         |                                         |  |  |                          |                          |                          |                          |                          |                          |  |  |  |  |  |  |  |  |
|               |  |  |  |  |  |  |  |  |  |                                         |                                         |                                         |                                         |                                         |                                         |  |  |                          |                          |                          |                          |                          |                          |  |  |  |  |  |  |  |  |
|               |  |  |  |  |  |  |  |  |  |                                         |                                         | Maya Widmaier-Picasso (1935-2022)       |                                         |                                         |                                         |  |  |                          |                          |                          |                          |                          |                          |  |  |  |  |  |  |  |  |
|               |  |  |  |  |  |  |  |  |  |                                         |                                         |                                         |                                         |                                         |                                         |  |  |                          |                          |                          |                          |                          |                          |  |  |  |  |  |  |  |  |
|               |  |  |  |  |  |  |  |  |  |                                         |                                         |                                         |                                         |                                         |                                         |  |  |                          |                          | Françoise Gilot          |                          |                          |                          |  |  |  |  |  |  |  |  |
|               |  |  |  |  |  |  |  |  |  |                                         |                                         |                                         |                                         |                                         |                                         |  |  |                          |                          |                          |                          |                          |                          |  |  |  |  |  |  |  |  |
|               |  |  |  |  |  |  |  |  |  |                                         |                                         |                                         |                                         |                                         |                                         |  |  |                          |                          |                          |                          |                          |                          |  |  |  |  |  |  |  |  |
|               |  |  |  |  |  |  |  |  |  |                                         |                                         |                                         |                                         |                                         |                                         |  |  |                          |                          |                          |                          |                          |                          |  |  |  |  |  |  |  |  |
|               |  |  |  |  |  |  |  |  |  | Claude Pierre Pablo Picasso (1947-2023) | Claude Pierre Pablo Picasso (1947-2023) | Claude Pierre Pablo Picasso (1947-2023) | Claude Pierre Pablo Picasso (1947-2023) | Claude Pierre Pablo Picasso (1947-2023) | Claude Pierre Pablo Picasso (1947-2023) |  |  | Paloma Picasso (n. 1949) | Paloma Picasso (n. 1949) | Paloma Picasso (n. 1949) | Paloma Picasso (n. 1949) | Paloma Picasso (n. 1949) | Paloma Picasso (n. 1949) |  |  |  |  |  |  |  |  |